# Punta Santiago (Humacao)
Punta Santiago es un barrio ubicado en el municipio de Humacao en el estado libre asociado de Puerto Rico. En el Censo de 2010 tenía una población de 4723 habitantes y una densidad poblacional de 574,17 personas por km².

## Geografía
Punta Santiago se encuentra ubicado en las coordenadas 18°9′52″N 65°45′2″O / 18.16444, -65.75056. Según la Oficina del Censo de los Estados Unidos, Punta Santiago tiene una superficie total de 8.23 km², de la cual 5.71 km² corresponden a tierra firme y (30.6%) 2.52 km² es agua.

## Demografía
Según el censo de 2010, había 4723 personas residiendo en Punta Santiago. La densidad de población era de 574,17 hab./km². De los 4723 habitantes, Punta Santiago estaba compuesto por el 52.42% blancos, el 21.26% eran afroamericanos, el 0.61% eran amerindios, el 0.13% eran asiáticos, el 21.41% eran de otras razas y el 4.17% pertenecían a dos o más razas. Del total de la población el 98.88% eran hispanos o latinos de cualquier raza.